# Structureel realisme
Structureel of neorealisme is een denkstroming in de internationale betrekkingen. Tijdens de jaren 1960 en 1970 – de Koude Oorlog-periode, werd het klassieke realisme uitgedaagd door het neoliberalisme, waarop het structureel realisme, voorgestaan door Kenneth Waltz, zich ontwikkelde.
Het structureel realisme wordt ook wel neorealisme genoemd. Die laatste term is enigszins verwarrend, omdat het een heropleving van het klassiek realisme suggereert. Er zijn echter fundamentele verschillen tussen het klassiek realisme en het structureel realisme. Het klassiek realisme ziet de menselijke natuur als oorzaak van het streven naar macht. Bij het structureel realisme ligt de focus op het internationaal systeem, gekenmerkt door anarchie. Deze anarchie leidt tot competitie en zelfhulp ('self-help') voor eigen veiligheid. In dit systeem is de machtsverdeling van groot belang. Deze verdeling wordt bepaald door capabilities (potentieel): bevolkingsgrootte, territorium, grondstoffen, economische en militaire macht, politieke stabiliteit, etc. Veranderingen in dit potentieel zorgt voor veranderingen in het gedrag van staten. Het is een systemische theorie die er van uitgaat dat de structuur van het internationaal systeem rechtstreeks af te leiden valt uit de machtsverdeling. 

## Vormen van machtsevenwicht
- Unipolair: hegemoniale stabiliteit: vreedzaam, met overgangsoorlogen
- Bipolair: perifere conflicten voor status quo; inschatting van elkaars sterkte, meer samenwerking, meer omgangsregels, snellere aanpassing
- Multipolair: veel, maar niet zeer intensieve oorlogen

Kleine staten proberen een machtsevenwicht te zoeken (balancing) of bescherming te zoeken (bandwagoning). 

## Defensief en offensief realisme
Er kan een onderscheid gemaakt worden tussen defensief realisme (Waltz) en offensief realisme (John Mearsheimer).
- Defensief: streven naar status quo en machtsevenwicht door middelgrote machten.
- Offensief: machtsmaximalisering door grootmachten, met het risico van zelfopoffering en imperial overstretch.